# Storia della sessualità
Storia della sessualità è un'opera in quattro volumi di Michel Foucault. Tra il 1976 ed il 1984 apparvero in Francia tre volumi: La volontà di sapere (Histoire de la sexualité, 1: La volonté de savoir, 1976), L'uso dei piaceri (Histoire de la sexualité, II: L'usage des plaisirs, 1984) e La cura di sé (Histoire de la sexualité, III: Le souci de soi, 1984). Il quarto volume, inedito per 34 anni ma scritto prima del secondo e del terzo, è uscito nel febbraio 2018: Le confessioni della carne (Les aveux de la chair) fu scritto tra il 1980 e il 1982, quando consegnò all'Editore Gallimard la redazione finale, senza note.
Il primo volume si occupa della storia della sessualità negli ultimi due secoli.

## La volontà di sapere
Secondo Foucault, la sessualità non è sempre esistita come la conosciamo noi oggi e soprattutto come ne discutiamo. In particolare, negli ultimi due secoli, la sfera del sesso è stata oggetto di una volontà di sapere, di una pratica confessionale che prosegue in maniera blanda, ma comunque diffusa, la volontà di potere e di sapere istituita con la modernità dalle istituzioni prima religiose e poi secolari.
L'ipotesi repressiva dunque non spiega tutto o meglio non riesce a dar conto di ciò che Foucault definisce appunto esplosione discorsiva. Come può, un potere che si limita a reprimere, produrre un discorso di verità sulla sessualità? La rappresentazione del potere che domina le analisi sulla sessualità e aggiungiamo l'intera scena politica e filosofica sembra prendere in considerazione solo l'elemento negativo del potere. È stata elaborata una teoria del potere che Foucault definisce giuridico-discorsiva, proprio perché trova il suo elemento centrale nell'enunciazione della legge e nel discorso del diritto.

### Il dispositivo di sessualità

#### La posta in gioco
Per Foucault dunque la teoria classica del potere definisce la meccanica del potere in maniera alquanto limitativa:
(La volontà di sapere, trad. Pasquale Pasquino e Giovanna Procacci, Milano: Feltrinelli, 1978, p. 76)
Foucault descrive il sesso come «Luogo privilegiato perché proprio a proposito del sesso il potere sembra funzionare essenzialmente come divieto».
Un'attenta analisi storica, una genealogia appunto, mostra invece che, dissimulando sé stesso, il potere ha costruito una vera e propria tecnologia del sesso, mostra che il potere non ha governato la sessualità principalmente nella forma negativa del divieto (legge e sovranità), ma che anzi il potere è soprattutto positivo.

#### Metodo
Il sesso diventa dunque il terreno attraverso cui Foucault critica la teoria classica del potere (giuridico-discorsiva). Questa è sostituita da una analitica: una nuova griglia di interpretazione storica che riesce a non trascurare gli elementi affermativi del potere. Elementi che non rientrano nella logica della legge e del diritto e che il potere è costretto a dissimulare per poter esistere e per continuare ad alimentarsi. Il segreto è essenziale. È ciò che concede al potere quel carattere di seduzione che lo rende accettabile. Come sarebbe facile opporsi a un potere che dice solo di no... analizzare dunque la formazione di un certo tipo di sapere sul sesso non in termini di repressione o di legge, ma di potere.
Qui non si analizza una forma di dominio esercitata da un gruppo su un altro. L'analisi non si fonda sulla sovranità dello Stato o sulla forma della legge, ma sul potere stesso. Ma che cosa è dunque il potere? Per Foucault con il termine potere bisogna innanzitutto intendere:
(ed. cit., p. 82)
Attraversando Nietzsche, Foucault elabora una analitica del potere che riesce a dar conto sia delle innumerevoli lotte sociali e della loro pluralità, sia dell'elemento produttivo del potere;
Il cuore di questa analitica sono le relazioni. Per questo bisogna essere nominalisti. Il potere non si esaurisce in una istituzione, in una struttura o nella forma della legge ma è il nome che diamo a una particolare e complessa situazione strategica. La guerra si rovescia nella politica e la politica si rovescia nella guerra: ovvero i rapporti di forza vengono codificati e integrati attraverso una duplice strategia pronta a rovesciarsi nel suo opposto.
Foucault avanza dunque alcune tesi sulla natura del potere. Esso:
- è distribuito: il potere non è qualcosa che si conserva, si acquista o si strappa; il potere si esercita a partire da innumerevoli punti, e nel gioco di relazioni disuguali e mobili[3].
- è immanente agli altri rapporti; non è proibitivo ma produttivo: le relazioni di potere sono immanenti agli altri tipi di relazioni (economiche, di conoscenza, sessuali), e sono in un rapporto di reciproca influenza. Da una parte infatti le relazioni di potere sono l'effetto più immediato delle ineguaglianze e dei disequilibri insiti di queste altre relazioni; d'altra parte le relazioni di potere sono a loro volta «le condizioni interne di queste differenziazioni». Non avendo quindi una organizzazione gerarchica, imposta dall'alto (una sovrastruttura), esso non è caratterizzato dai divieti (negativo), ma al contrario le relazioni di potere hanno un ruolo produttivo (positivo).
- viene dal basso: ovvero non esiste un'opposizione duale originaria tra dominanti e dominati ma dobbiamo pensare a rapporti di forza molteplici che si formano negli apparati di produzione, nelle famiglie, nei gruppi ristretti, nelle istituzioni e che supportano e percorrono l'intero corpo sociale[3]. Le grandi dominazioni sono sostenute da questi innumerevoli scontri.
- fa sì che le relazioni siano contemporaneamente intenzionali e non soggettive: ovvero sono sempre frutto di un calcolo ma non vi è nessun soggetto individuale. Non esiste una razionalità che presiede l'insieme delle relazioni ma anzi la razionalità del potere è quella di tattiche esplicite che, connesse le une alle altre, delineano dispositivi[4].
- dove c'è, produce resistenza: la resistenza[4] è immanente al potere e porla come esterna a esso significherebbe misconoscere il carattere strettamente relazionale dei rapporti di potere[5]. Questi esistono in funzione di una serie di punti di resistenza disseminati nella trama del potere. Non cerchiamo dunque il luogo del grande rifiuto ma delle resistenze, molteplici e diffuse, cerchiamo l'altro termine delle relazioni di potere, ciò che sta di fronte. Punti di resistenza mobili e transitori. Come la trama delle relazioni di potere finisce per formare un tessuto spesso che attraversa gli apparati e le istituzioni senza localizzarsi esattamente in essi, così la dispersione dei punti di resistenza attraversa le stratificazioni sociali e le unità individuali[6].

È dunque nel campo dei "rapporti di forza" che bisogna analizzare il potere. Abbandonare la doppia figura Sovrano-Legge per decifrare i meccanismi di potere a partire da una strategia immanente ai rapporti di forza.
E riguardo al sesso? Non dobbiamo chiederci come e perché "il" potere ha bisogno di istituire un sapere sul sesso ma si tratta di immergere la produzione abbondante dei discorsi sul sesso nel campo delle relazioni di potere multiformi e mobili, secondo diverse regole:
- regola della immanenza: la sessualità diviene dunque luogo di conoscenza e verità a partire dalle relazioni di potere che l'attraversano e la costituiscono come oggetto di sapere. Allo stesso modo può essere stata investita dal potere perché tecniche di sapere e procedure di discorso erano in grado di investirla. Potere e sapere si articolano l'uno con l'altro a partire dalla loro differenza. Si parte quindi dai “centri locali” di potere-sapere (fedele-confessore; bambino-famiglia) in cui i discorsi trasmettono incessantemente forme di assoggettamento e schemi di conoscenza.
- regola delle variazioni continue: si smette di cercare chi ha potere e chi non ce lo ha e si cercano invece le matrici delle trasformazioni che i rapporti di forza investono in virtù del loro stesso funzionamento. Le distribuzioni di potere e le appropriazioni di sapere non sono forme determinate di divisione ma rappresentano piuttosto degli schemi che attraversano e trasformano le relazioni stesse.
- regola del doppio condizionamento: esiste dunque una duplice relazione: nessun centro locale potrebbe funzionare senza il supporto di una strategia globale e nessuna strategia d'insieme potrebbe funzionare senza agganciarsi su relazioni precise e sottili. Ma non dobbiamo immaginare due livelli separati o una totale omogeneità, dobbiamo pensare a un doppio condizionamento.
- regola della polivalenza tattica dei discorsi: il discorso sul sesso non va dunque pensato come superficie di proiezione dei meccanismi di potere ma è proprio nel discorso che potere e sapere vengono ad articolarsi. Dobbiamo pensare il discorso come un elemento discontinuo la cui efficacia tattica non è mai uniforme o stabile. Ci troviamo sempre di fronte a una polivalenza tattica dei discorsi i cui elementi entrano in gioco con strategie diverse. Il discorso trasmette e produce potere; lo rafforza ma lo mina anche, l'espone, lo rende fragile e permette di opporgli ostacoli[8]. I discorsi divengono dunque elementi tattici all'interno del campo dei rapporti di forza e vanno interrogati al livello della loro produttività tattica e della loro integrazione strategica. Quali effetti reciproci di potere e di sapere garantiscono? Quale rapporto di forza rende necessario il loro utilizzo?

Foucualt suggerisce dunque di orientarci verso una concezione del potere che al privilegio della legge sostituisca il punto di vista dell'obiettivo, al privilegio del divieto il punto di vista dell'efficacia tattica, al privilegio della sovranità l'analisi di un campo multiforme e mobile di rapporti di forza in cui si producono effetti di dominio complessivi, ma mai completamente stabili. Il modello strategico sostituisce il modello del diritto. La guerra si rovescia nella politica.

#### Campo
Foucault distingue quattro «grandi insiemi strategici» che a partire dal XVIII secolo sul rapporto tra sesso e sapere/potere:
- isterizzazione del corpo della donna
- pedagogizzazione del sesso del bambino
- socializzazione delle condotte procreatrici
- psichiatrizzazione del piacere perverso

#### Periodizzazione
La teoria della sessualità centrata sull'ipotesi repressiva si rifà a due principali momenti di rottura: l'instaurazione delle grandi proibizioni nel XVII secolo e l'attenuazione di questi nel corso del XX secolo.
Foucault ripercorre invece la cronologia della diffusione e degli effetti delle procedure di condizionamento del sesso.
- Cronologia delle tecniche.
  - Cristianesimo medievale, istituto della confessione, ascetismo.
  - La Riforma protestante, rottura nella "tecnologia tradizionale della carne". Trasposizione in discorso della "concupiscenza" (dal XVI secolo).
  - Alla fine del XVIII secolo nasce una tecnologia del sesso completamente nuova, in cui non solo l'ambito ecclesiastico, ma «l'intero corpo sociale erano chiamati a porsi sotto sorveglianza»[11].
  - Medicina delle perversioni e i programmi dell'eugenismo (XIX secolo)
- Storia delle tecniche e dei loro punti di applicazione

### Conclusione
Intorno a questa stretta relazione tra potere-sapere Michel Foucault costruisce la biopolitica. L'analitica del potere permette a Foucault di rileggere l'intera modernità nei termini di una produzione/conservazione. La rappresentazione classica del potere infatti non riesce a spiegare quella componente affermativa del potere che invece sembra essere il nucleo dei moderni stati nazione. Al centro di questa operazione di produzione vi è il corpo umano: corpo su cui si inscrivono sia le strategie globali (diritto e legge) sia le strategie locali (relazionali). Il corpo viene investito da una produzione discorsiva che lo rende terreno di intervento, di modificazione, di produzione.

## Edizioni italiane dellaStoria della sessualità
- Michel Foucault, I. La volontà di sapere (La volonté de savoir, 1976), trad. Pasquale Pasquino e Giovanna Procacci, Collezione I Fatti e le Idee. Saggi e Biografie n.395, Milano, Feltrinelli, 1978.
- Michel Foucault, II. L'uso dei piaceri (L'usage des plaisirs, 1984), trad. Laura Guarino, Collezione Saggi, Milano, Feltrinelli, 1984, ISBN 978-88-070-8020-3.
- Michel Foucault, III. La cura di sé (Le souci de soi, 1984), trad. Laura Guarino, Collezione Saggi, Milano, Feltrinelli, 1985, ISBN 978-88-070-8026-5.
- Michel Foucault, IV. Le confessioni della carne (Les aveux de la chair, 2018), traduzione di Deborah Borca, Prefazione e cura di Frédéric Gros, Collezione Campi del sapere, Milano, Feltrinelli, 2019, ISBN 978-88-071-0547-0.